# Орманлија
Орманлија (мкд. Орманли, тур. Ormanlı) је насеље у Северној Македонији, у југоисточном делу државе. Орманлија је насеље у оквиру општине Струмица.

## Географија
Орманлија је смештена у југоисточном делу Северне Македоније, близу државне границе са Грчком (7 km источно од села). Од најближег града, Струмице, насеље је удаљено 22 km јужно.
Насеље Орманлија се налази у историјској области Беласица. Насеље је положено на јужним падинама планине Беласице, на приближно 650 метара надморске висине.
Месна клима је континентална.

## Становништво
Орманлија је према последњем попису из 2002. године имала 34 становника.
Већинско становништво у насељу су Турци-
Претежна вероисповест месног становништва је ислам.